# Râul Văleni, Niraj
Râul Văleni este un mic curs de apă, afluent al râului Niraj. 

## Hărți
- Harta județului Mureș